# Hans Erhard Bock
Hans Erhard Bock (* 31. Dezember 1903 in Waltershausen; † 12. Juli 2004 in Tübingen) war ein deutscher Internist und Hochschullehrer.

## Leben
Als Sohn eines Schulrektors besuchte Bock das Ernestinum Gotha. Er studierte Medizin an der Philipps-Universität Marburg, der Ludwig-Maximilians-Universität München, der Friedrich-Schiller-Universität Jena, der Rheinischen Friedrich-Wilhelms-Universität Bonn und der Universität Hamburg. Er war Mitglied der Studentenverbindung ATV Gothia-Suevia Bonn im ATB. In Hamburg bestand er 1927 das Staatsexamen. Im selben Jahr wurde er dort zum Dr. med. promoviert.
Von 1927 bis 1933 war Bock Medizinalpraktikant und Assistenzarzt in verschiedenen Instituten des Hamburger Krankenhauses St. Georg. Von 1933 bis 1938 arbeitete er an der Medizinischen Klinik der Johann Wolfgang Goethe-Universität Frankfurt am Main  unter Franz Volhard. 1936 habilitierte er sich. 1937 trat Bock der NSDAP und 1939 dem NS-Ärztebund bei. Er wurde 1939 Lehrbeauftragter für Luftfahrtmedizin an der Eberhard Karls Universität Tübingen, die ihn 1942 zum apl. Professor ernannte. Daneben war er von 1942 bis 1945 als Beratender Internist im Range eines Stabsarztes der Luftwaffe (Wehrmacht) tätig. Von 1946 bis 1949 arbeitete Bock als Oberarzt an der Medizinischen Klinik der Universität Tübingen.
1949 übernahm er die Leitung der Medizinischen Klinik der Universität Marburg. Dort war er 1960 Rektor der Universität. Berufungen an die Universitäten Medizinische Akademie Düsseldorf und die Universität Hamburg lehnte er ab. 1962 folgte er dem Ruf nach Tübingen, wo er den Lehrstuhl und das Direktorat der Medizinischen Klinik bis zu seiner Emeritierung 1972 innehatte.
Zu seinen Schülern und Mitarbeitern gehörten der Kölner Internist Rudolf Gross, der Mainzer Internist Paul Schölmerich und der Internist Ryke Geerd Hamer.
Bock begründete eine der größten Internistenschulen, aus der zwanzig Ordinarien hervorgingen. Seine Spezialgebiete waren Hämatologie, Onkologie, klinische Pharmakologie, Sportmedizin und Luftfahrtmedizin. Bock nahm noch mit fast 100 Jahren an medizinischen Fachkongressen teil.

## Ehrungen
- Wahl in die  Deutsche Akademie der Naturforscher Leopoldina (1962)
- Ehrenmitglied der Deutschen Gesellschaft für Hämatologie und Medizinische Onkologie (1965)[8]
- ordentliches Mitglied der Heidelberger Akademie der Wissenschaften (1967)
- Präsident der Deutschen Gesellschaft für Innere Medizin (1968)
- Ehrendoktor der Universität Marburg (1969)
- Großes Bundesverdienstkreuz (1973)
- Vorsitzender der Gesellschaft Deutscher Naturforscher und Ärzte (1975/76)
- Paracelsus-Medaille der Deutschen Ärzteschaft (1976)
- Ehrenmitglied der Leopoldina (1977)
- Ehrenmedaille der Stadt Karlsruhe (15. Dezember 1981)[9]
- Paul-Martini-Medaille in Gold (1982)
- Ernst-Jung-Medaille für Medizin in Gold (1992)
- Gustav-von-Bergmann-Medaille (1994)
- Festakt der Universität Tübingen zum 90. Geburtstag[10]

## Veröffentlichungen
- Agranulozytose (= Vorträge aus der praktischen Medizin. 18, ZDB-ID 527120-4). Enke, Stuttgart 1946.
- als Herausgeber: Krebsforschung und Krebsbekämpfung. Band 6: 9. Tagung des Deutschen Zentralausschusses für Krebsbekämpfung und Krebsforschung in München vom 24. bis 26. Februar 1966 (= Strahlentherapie. Sonderbände. = Supplements to Strahlentherapie. 63, ISSN 0371-3822). Urban & Schwarzenberg, München u. a. 1967.
- als Herausgeber mit Helmuth Plessner, Ommo Grupe: Sport und Leibeserziehung. Sozialwissenschaftliche, pädagogische und medizinische Beiträge (= Erziehung in Wissenschaft und Praxis. 4, ISSN 0425-242X). Piper, München 1967.
- als Herausgeber: Pathophysiologie. Ein kurzgefaßtes Lehrbuch. 2 Bände. Thieme, Stuttgart 1972, ISBN 3-13-478401-7 (Band 1), ISBN 3-13-478501-3 (Band 2).
- als Herausgeber mit Helmut Baitsch, Martin Bolte, Willy Bokler, Ommo Grupe, Hans-Wolfgang Heidland, Franz Lotz: Sport im Blickpunkt der Wissenschaften. Perspektiven, Aspekte, Ergebnisse. Springer, Berlin u. a. 1972, ISBN 3-540-05772-2.
- als Herausgeber mit Karl-Heinz Hildebrand: Franz Volhard. Erinnerungen. Schattauer, Stuttgart u. a. 1982, ISBN 3-7945-0898-X.
- als Herausgeber mit Fritz Hartmann, Wolfgang Gerock: Klinik der Gegenwart. Handbuch der praktischen Medizin. 12 Bände. Urban & Schwarzenberg, München u. a. 1985–1990.